# Andrònic Ducas Paleòleg
Andrònic Ducas Paleòleg (en grec: Ἀνδρόνικος Δούκας Παλαιολόγος; v. 1083/85 – v. 1115/18) fou un noble romà d'Orient que va ser governant de Tessalònica.
Nascut vers els anys 1083 o 1085, Andrònic era fill del sebast Jordi Paleòleg i de la seva esposa, Anna Ducena. El seu pare era fill del primer membre conegut de la nissaga dels Paleòleg que va ser un distingit general i va ser un dels més destacats homes de confiança de l'emperador Aleix I Comnè.La seva mare era germana d'Irene Ducena, l'emperadriu consort, casada amb Aleix I. Andrònic portava el mateix nom que el seu avi per part materna, cosa que segons la tradició romana d'Orient voldria dir que probablement era el fill segon i el seu ermà gran Nicèfor Paleòleg, portaria el nom de l'avi patern. Andrònic va posar per davant el cognom de la seva mare i en diversos textos se l'esmenta només amb aquest cognom.
Com el seu pare, va tenir el títol cortesà de sebast, però no se'n sap gaire dels primers anys. L'historiador P. Gautier ha suggerit que podria ser el mateix Andrònic Paleoleg que va tenir el càrrec de logoteta de les oficines, sota l'emperador Aleix I, que potser va tenir després del 1109. L'única dada segura sobre la seva carrera professional és que va ser governador de Tessalònica. El Timarion, un diàleg satíric situat en aquesta ciutat en fa al·lusió sense dir directament el nom. En una acta del monestir de Docheiariou s'anomena un pansebast sebast Andrònic Ducas que servia com a "doux" i "praetor" de Tessalònica el gener o febrer del 1112.
Andrònic va morir jove d'una aturada cardíaca, abans que els seus pares. La seva mort s'ha situat entre els anys 1115 i 1118. Segons D. Polemis, també la seva esposa li va sobreviure; aquesta era filla de la porfirogènita Zoè Ducena, la filla menor de Constantí X Ducas i esposa d'Adrià Comnè.
Possiblement Andrònic va ser pare de Jordi Paleòleg, que va tenir el càrrec de megas hetaireiarches, encara que una altra possibilitat és que aquest Jordi fos un germà seu, però segons J.-C. Cheynet i J.-F. Vannier Andrònic no va tenir descendència. El poeta de la cort, Nicolau Kallikles li va dedicar un epitafi i quatre poemes. Els seus pares van ser més tard enterrats a la mateixa tomba que ell.